# Gilles Seywert
Gilles Seywert (28 de enero de 1984) es un deportista luxemburgués que compite en tiro con arco, en la modalidad de arco compuesto. Ganó una medalla de bronces en el Campeonato Mundial de Tiro con Arco al Aire Libre de 2023 y una medalla de plata en los Juegos Europeos de Minsk 2019.

## Palmarés internacional
| Campeonato Mundial al Aire Libre | Campeonato Mundial al Aire Libre | Campeonato Mundial al Aire Libre | Campeonato Mundial al Aire Libre |
| Año                              | Lugar                            | Medalla                          | Prueba                           |
| -------------------------------- | -------------------------------- | -------------------------------- | -------------------------------- |
| 2023                             | Berlín (Alemania)                | Medalla de bronce                | Equipo mixto                     |
| Juegos Europeos                  |                                  |                                  |                                  |
| Año                              | Lugar                            | Medalla                          | Prueba                           |
| 2019                             | Minsk (Bielorrusia)              | Medalla de plata                 | Individual                       |